# Дуцулешти (Долж)
Дуцулешти (рум. Duțulești) насеље је у Румунији у округу Долж у општини Шимнику де Сус. Oпштина се налази на надморској висини од 140 m.

## Становништво
Према подацима из 2002. године у насељу је живело 256 становника, од којих су сви румунске националности.